# هيكل غواصة

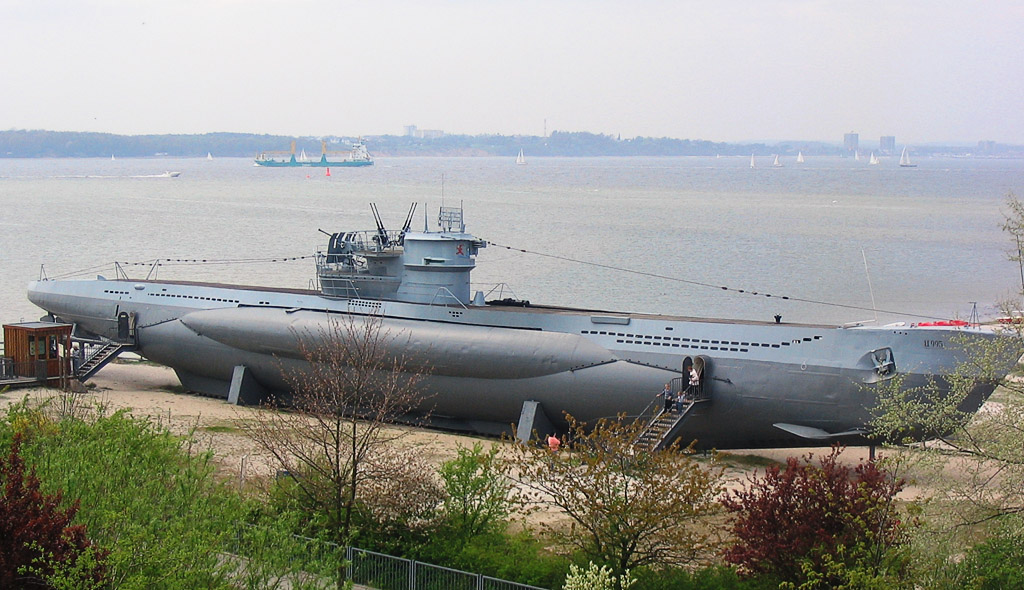
يو بوت من الحرب العالمية الثانية، والتي تبين المزيج النموذجي للبدن الخارجي غير المحكم للسفن الذي يشبه السفينة مع بدن قوي ضخم تحته

يتكون هيكل/بدن الغواصة من عنصرين رئيسيين، هيكل خفيف وهيكل الضغط. الهيكل الخفيف (الغلاف في الاستخدام البريطاني ظاو الهيكل الخارجي ببساطة) لغواصة هو الهيكل الخارجي غير المحكم للماء والذي يوفر شكلًا فعالًا من الناحية المائية يمكنها من سهولة السباحة. بدن الضغط هو الهيكل الداخلي للغواصة التي تحافظ على سلامة الغواصة من الداخل بما تحويه من الالات وطاقم وتحافظ على الضغط الداخلي الذي يختلف عن الضغط الخارجي عند الغوص في الأعماق. 
بعبارة أخرى تكون الغواصة عبارة عن حاوية ضخمة محكمة الإغلاق، اسطوانية الشكل، مستدقة النهايات، تتكون من هيكل مفرد أو من هيكلين داخلي وخارجي. يقوم الهيكل الداخلي، ويسمى أيضا هيكل الضغط، يقوم بحماية البحارة وأجهزة الغواصة الحساسة من ضغط الماء في أعـماق المحيط ومن درجات الحرارة المنخفضة. بينما الهيكل الخارجي يكون شكل الغواصة الخارجي.
كما يكون الجزء الآخر المهم هو خزانات الغطس أو الثقل وهي المسؤولة عن عملية الطفو والغطس توضع بين الهيكلين الخارجي والداخلي. 

## الأشكال

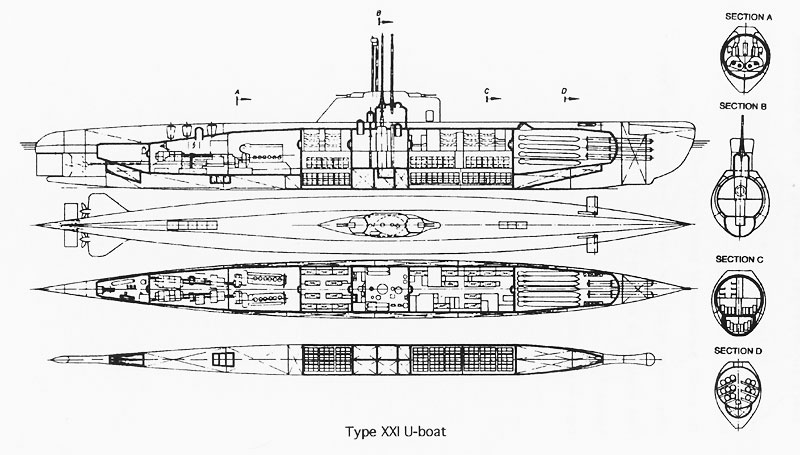
تصميم غواصة يو من الفئة الواحدة والعشرون أواخر الحرب العالمية الثانية، بهيكل الضغط المغلق بالكامل تقريبًا داخل الهيكل الخفيف أو الهيكل الخارجي

تكون الغواصات الحديثة على شكل سيجار. أستخدم هذا التصميم بالفعل على الغواصات المبكرة جدًا التي تسمى "هيكل الدمعة"، وتم تصميمه على هيئة جثث الحيتان. فهو يقلل بشكل كبير من السحب الهيدروديناميكي على الغواصة عند الغمر، ولكنه يقلل عمرها الافتراضي ويزيد من السحب أثناء الطفو أو الصعود لأعلى. 